# Sauromatum
Sauromatum là một chi thực vật có hoa trong họ Ráy

## Loài
Chi này gồm các loài sau:
1. Sauromatum brevipes (Hook.f.) N.E.Br. - Tibet, Nepal, Bhutan, Assam
2. Sauromatum brevipilosum (Hett. & Sizemore) Cusimano & Hett. - Sumatra
3. Sauromatum diversifolium (Wall. ex Schott) Cusimano & Hett. - Đông Himalayas, Tibet, Sichuan, Yunnan, Nepal, Bhutan, Assam, Myanmar, Campuchia
4. Sauromatum gaoligongense J.C.Wang & H.Li - Vân Nam
5. Sauromatum giganteum (Engl.) Cusimano & Hett. - Anhui, Gansu, Hebei, Henan, Jilin, Liaoning, Shandong, Shanxi, Sichuan, Tibet
6. Sauromatum hirsutum (S.Y.Hu) Cusimano & Hett. - Yunnan, Laos, Thailand, Vietnam
7. Sauromatum horsfieldii Miq. - Guangxi, Guizhou, Sichuan, Yunnan, Laos, Myanmar, Thailand, Vietnam, Sumatra, Java, Bali
8. Sauromatum tentaculatum (Hett.) Cusimano & Hett. - Thailand
9. Sauromatum venosum (Dryand. ex Aiton) Kunth - tropical Africa from Ethiopia south to Mozambique and west to Cameroon; Yemen, Saudi Arabia; Indian Subcontinent; Myanmar; Tibet, Yunnan